# کران و منجان
کران و منجان (به لاتین: Kuran wa Munjan) یک منطقهٔ مسکونی در افغانستان است که در ولسوالی کران و منجان، ولایت بدخشان واقع شده است.